# Оптический резонатор
Опти́ческий резона́тор (ла́зерный резонатор) — совокупность нескольких отражающих оптических элементов, образующих открытый резонатор (в отличие от закрытых объёмных резонаторов, применяемых в диапазоне СВЧ). В оптическом резонаторе формирует стоячую световую волну и являются одним из основных элементов лазеров, обеспечивая положительную обратную связь для обеспечения многократного прохождения лазерного излучения через активную среду, что приводит к усилению светового потока и генерации лазерного излучения.
 В оптическом диапазоне резонатор с размерами порядка длины волны света не может быть применен в силу технологических трудностей и из-за резкого падения добротности; резонатор типа замкнутой металлической полости больших по сравнению с длиной волны размеров не может быть применен в силу высокой плотности его собственных колебаний, приводящих к потере резонансных свойств. Необходимы резонаторы с разреженным спектром собственных колебаний. Такими свойствами обладают открытые резонаторы, что и обуславливает их применение в оптическом диапазоне.
Свет многократно отражается, образуя стоячие волны с определёнными резонансными частотами. Продольные моды различаются, как правило, только частотой, в то время как поперечные моды имеют существенно различное распределение интенсивности в сечении луча.
Наиболее часто используются оптические резонаторы, образованные двумя отражающими элементами, такими как зеркала или уголковые отражатели, и простейшим оптическим резонатором является интерферометр Фабри — Перо, состоящий из двух плоских параллельных зеркал. Однако для лазеров случай двух плоских зеркал используется не очень часто ввиду сложности юстировки. Используются резонаторы со сферическими зеркалами. Такие резонаторы различаются радиусом кривизны (следовательно, и фокусным расстоянием) отражающих элементов и расстоянием между ними. Геометрические параметры резонатора выбираются исходя из требований устойчивости, а также других факторов, таких как, например, формирование наименьшей перетяжки[прояснить] оптического пучка.
Оптические резонаторы обычно конструируются таким образом, чтобы иметь наиболее высокую добротность (порядка {\displaystyle 10^{3}-10^{9}}): свет должен многократно отражаться от зеркал без существенного затухания, поэтому ширина резонансных пиков резонатора очень мала по сравнению с частотой излучения лазера.

## Моды резонатора

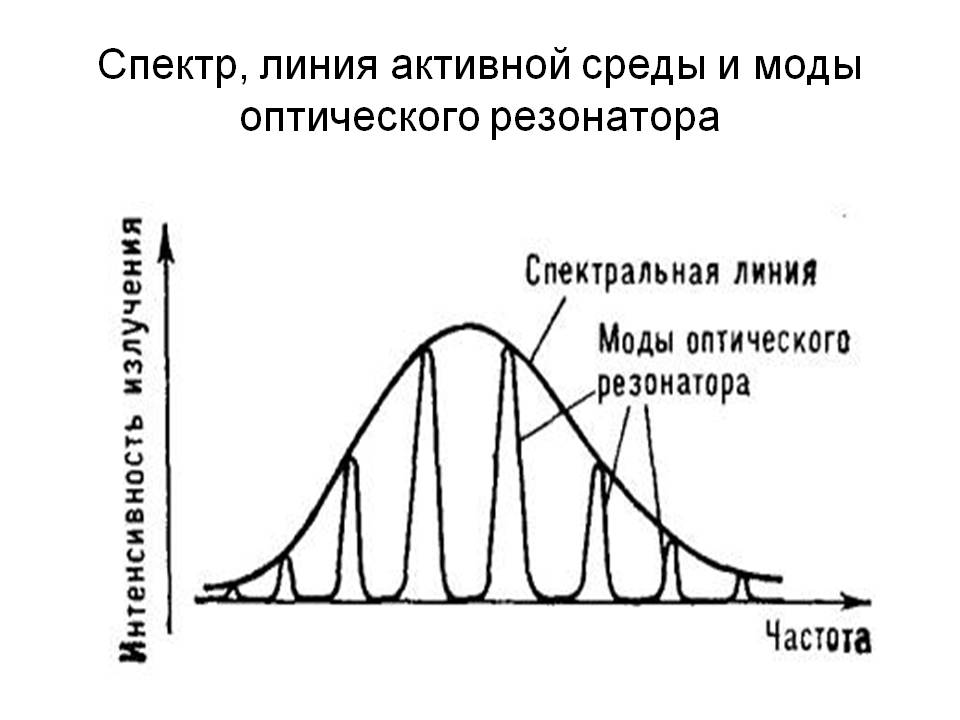
Моды оптического резонатора

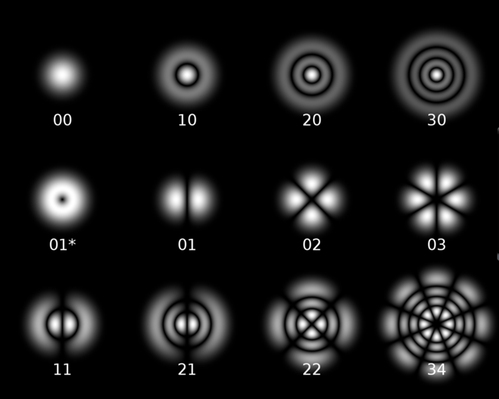
Поперечные моды оптического резонатора со сферическими зеркалами

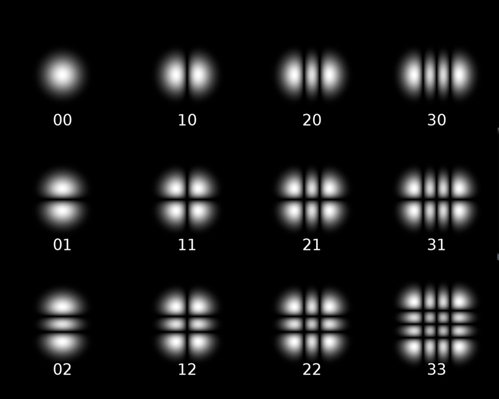
Поперечные моды оптического резонатора с плоскими зеркалами

Свет в резонаторе многократно отражается от зеркал. Отраженные лучи интерферируют, что приводит к тому, что только определённые распределения полей на определённых частотах будут сохраняться в резонаторе, излучение на других частотах или с другим распределением будет подавлено за счет интерференции или быстро покинет резонатор.
Распределения электромагнитного поля, повторяющиеся при одном полном проходе излучением длины резонатора, являются наиболее стабильными и называются собственными модами или модами резонатора. Моды оптического резонатора подразделяют на две группы: продольные, различающиеся частотой, и поперечные, которые различаются как частотой, так и распределением поля в сечении пучка. Обычно основная поперечная мода представляет собой гауссовский пучок[прояснить].
Исследования А. Фокса и Т. Ли в 1960—1961 годах предоставили наглядную картину формирования собственных мод открытого резонатора методом рассмотрения изменений в распределении амплитуды и фазы первоначально плоской волны при её многократных последовательных проходах через резонатор.
Анализ Фокса и Ли, выполненный ими для открытых резонаторов типа интерферометра Фабри — Перо в нескольких геометрических конфигурациях (прямоугольные плоские зеркала, круглые плоские зеркала), а также для конфокальных сферических и параболических зеркал, привел к следующим выводам:
1. Открытые резонаторы характеризуются дискретным набором колебательных мод.
2. Однородные плоские волны не являются нормальными модами открытых резонаторов
3. Электромагнитные волны, соответствующие собственным модам резонатора, почти полностью поперечны. Поэтому моды обозначаются символом ТЕМ.
4. Моды более высокого порядка имеют более высокие дифракционные потери, чем основная мода.
5. Для основной моды амплитуда поля сильно уменьшается к краям зеркала. Поэтому её дифракционные потери много меньше предсказываемых на основе представления об однородных плоских волнах и в реальных ситуациях пренебрежимо малы.

Частота моды пустого оптического резонатора с идеальными бесконечно большими зеркалами удовлетворяет соотношению:
{\displaystyle \Omega _{qnm}={\frac {c}{L}}(\pi q+(1+n+m)\arccos {\sqrt {g_{1}g_{2}}}),}
где {\displaystyle \Omega _{qnm}} — Угловая частота моды с индексами {\displaystyle q,~n,~m,}
{\displaystyle q} — индекс продольной моды,
{\displaystyle n,~m} — индексы поперечной моды,
{\displaystyle c} — скорость света,
{\displaystyle L} — расстояние между зеркалами для плоского резонатора и половина периметра для кольцевого резонатора,
{\displaystyle g_{1},g_{2}} — g-параметры резонатора (см. #Устойчивость резонатора).

## Типы резонаторов

Основные виды двухзеркальных оптических резонаторов с зеркалами различной кривизны поверхности. Показана диаграмма направленности излучения внутри каждого из резонаторов

Оптические резонаторы могут содержать большое количество отражающих и других элементов, но наиболее часто применяются двухзеркальные резонаторы, отражаюшие поверхности которых плоские или сферические. В зависимости от радиусов кривизны зеркал и их взаимного расположения выделяют следующие типы двухзеркальных резонаторов ({\displaystyle R_{1}} и {\displaystyle R_{2}} — радиусы кривизны зеркал):
- Плоскопараллельный ({\displaystyle R_{1}=R_{2}=\infty }) — так называемый резонатор Фабри-Перо. Широко используемой в лазерной технике разновидностью резонатора с плоскопараллельными зеркалами является резонатор с брегговскими отражателями, представляющими собой многослойные диэлектрические или полупроводниковые структуры.
  - Конфокальный ({\displaystyle R_{1}=R_{2}=L}). Конфокальный резонатор образован двумя одинаковыми сферическими зеркалами, фокусы {\displaystyle F_{1}}и {\displaystyle F_{2}} которых совпадают. Поле в таком резонаторе концентрируется около оси, что снижает дифракционные потери. Данный тип резонатора мало чувствителен к разъюстировке, однако объём активной области используется неэффективно.
  - Полуконфокальный ({\displaystyle R_{1}=2L,R_{2}=\infty }). Полуконфокальный резонатор образован одним плоским и одним сферическим зеркалом, радиус кривизны которого равен удвоенной длине резонатора. По своим свойствам он аналогичен конфокальному резонатору с удвоенной длиной.
  - Концентрический ({\displaystyle R_{1}=R_{2}=L/2}). Концентрический резонатор образован двумя сферическими зеркалами, оси и центры кривизны которых совпадают. В таких резонаторах дифракционные потери для неаксиальных мод быстро возрастают, что используется для селекции мод.
  - Полуконцентрический ({\displaystyle R_{1}=L,R_{2}=\infty }). Образован одним сферическим зеркалом и одним плоским, по своим свойствам близок к концентрическому резонатору.

## Устойчивость резонатора

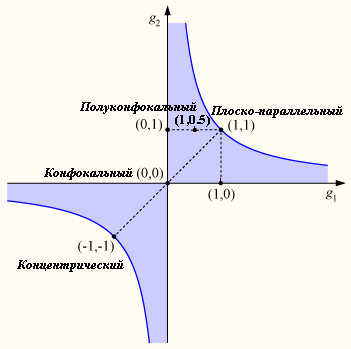
Диаграмма устойчивости двухзеркальных резонаторов

Резонатор называется неустойчивым, когда произвольный луч, последовательно отражаясь от каждого из зеркал, удаляется на неограниченно большое расстояние от оси резонатора. Наоборот, резонатор, в котором луч остается в пределах ограниченной области, называется устойчивым.
В резонаторе, образованном парой зеркал только для определённого диапазона значений длин резонатора и радиусов кривизны зеркал возможно выполнение условий обеспечивающих устойчивую локализацию света в резонаторе, в противном случае сечение пучка с каждым проходом будет увеличиваться, становясь больше размеров зеркал, и, в конечном итоге, будет потеряно.
Соотношение радиусов кривизны зеркал {\displaystyle R_{1},R_{2}} и оптической длины резонатора {\displaystyle L} для обеспечения устойчивости (причём 1-е зеркало стоит справа, а 2-е слева, и радиус кривизны считается положительным, если луч, идя слева направо, встречает выпуклую часть сферического зеркала; например, для концентрического случая: {\displaystyle R_{1}=-L/2<0,R_{2}=L/2>0}) должно удовлетворять следующему соотношению:
{\displaystyle 0\leqslant \left(1-{\frac {L}{R_{1}}}\right)\left(1-{\frac {L}{R_{2}}}\right)\leqslant 1.}
Введя обозначения {\displaystyle g_{1}=1-{\frac {L}{R_{1}}},\qquad g_{2}=1-{\frac {L}{R_{2}}},}
удобно графически показать области устойчивости в координатах {\displaystyle g_{1},~g_{2}.} Тёмные области на рисунке отвечают значениям, при которых резонатор устойчив. На границе же этих областей луч может быть как устойчивым, так и неустойчивым.

## Неустойчивые резонаторы
Неустойчивые резонаторы можно подразделить на два класса: 1) резонаторы положительной ветви, которые удовлетворяют условию {\displaystyle g_{1}g_{2}>1,} и 2) резонаторы отрицательной ветви, которые соответствуют условию {\displaystyle g_{1}g_{2}<0.}
Для устойчивого резонатора, соответствующего на плоскости {\displaystyle g_{1},g_{2}} точке, которая расположена не очень близко к границе неустойчивости, размер пятна имеет тот же порядок, что и у конфокального резонатора, то есть, при длине резонатора порядка метра и для длин волн видимого диапазона размер пятна будет порядка или менее 1 мм. При таком небольшом сечении моды выходная мощность (энергия) лазерного излучения, которую можно получить в одной поперечной моде, неизбежно оказывается ограниченной. В неустойчивых же резонаторах поле не стремится сосредоточиться вблизи оси, и в режиме одной поперечной моды можно получить большой модовый объём. Однако при этом возникает другая проблема, связанная с тем, что лучи стремятся покинуть резонатор. Поэтому соответствующие моды имеют значительно большие геометрические потери, чем моды устойчивого резонатора. Тем не менее, данное обстоятельство может быть обращено на пользу, если лучи, которые теряются на выходе резонатора, включить в полезное выходное излучение лазера.

## Кольцевые резонаторы
Кольцево́й резона́тор — оптический резонатор, в котором свет распространяется по замкнутой траектории в одном направлении. Объёмные кольцевые резонаторы состоят из трёх или более зеркал, ориентированных так, что пучок света последовательно отражается от каждого из них, совершая полный оборот. Кольцевые резонаторы находят широкое применение в лазерных гироскопах и лазерах.

## Селекция мод
Селекция мод — это совокупность методов, обеспечивающих режим, в котором резонатор поддерживает только одну или несколько избранных мод колебаний. В основе всех этих методов лежит создание неодинаковых для различных мод потерь в оптическом резонаторе или усиления в активной среде. Существует несколько способов, позволяющих проводить селекцию как продольных мод, поле которых испытывает осцилляции (перемены знака) вдоль оси резонатора, так и поперечных мод, поле которых осциллирует также и в поперечном направлении.
Селекцию поперечных мод используют обычно для создания генерации лишь на нулевой поперечной моде, имеющей минимальный диаметр и отличающейся гладким профилем интенсивности и минимальной расходимостью. Селекция осуществляется, как правило, помещением внутрь резонатора диафрагмы, затеняющей своими краями все поперечные моды, кроме нулевой. Наряду с этим для селекции поперечных мод иногда используют неустойчивые резонаторы, в которых размеры всех мод искусственно увеличиваются до такой степени, что роль диафрагм начинают играть зеркала резонатора или активный элемент. Возможны и другие способы — например, путём размещения в резонаторе фотонных кристаллов. Селекцию продольных мод используют главным образом для получения монохроматического излучения. Селекция за счёт неодинаковых потерь осуществляется помещением внутрь резонатора дополнительных полупрозрачных зеркал или дисперсионных элементов (призм, решёток, интерферометров).
Дополнительные зеркала вместе с основными образуют один или несколько дополнительных резонаторов, связанных с исходным. В генерацию выходят лишь те продольные моды исходного двухзеркального резонатора, которые наименее связаны с низкодобротным дополнительным резонатором. Дисперсионные элементы типа призм и решёток отклоняют под разными углами лучи с разными длинами волн. В итоге только для узкого спектра частот мод образуется высокодобротный резонатор. Внутрирезонаторные интерферометры осуществляют селекцию продольных мод за счёт того, что они обладают хорошей прозрачностью лишь для узких участков спектра мод. Селекция за счёт неодинаковости усиления осуществляется в основном в кольцевых твердотельных лазерах, в результате чего в них возникает однонаправленная генерация (бегущая волна). В этих условиях начинает сильно проявляться однородность уширения линии усиления активной среды и спектр генерации сужается до одной-двух мод.

## Добротность оптических резонаторов
Колебательные системы обычно характеризуются добротностью Q. Добротность резонатора можно определить несколькими способами, которые эквивалентны при больших значениях добротности.